# Košúty
Košúty (em húngaro: Nemeskosút) é um município da Eslováquia, situado no distrito de Galanta, na região de Trnava. Tem 14,73 km² de área e sua população em 2018 foi estimada em 1.722 habitantes.

## Demografia
| Ano:        | 1994 | 2004   | 2014    | 2024    |
| ----------- | ---- | ------ | ------- | ------- |
| Broj ljudi: | 1397 | 1476   | 1626    | 1940    |
| Razlika:    |      | +5,65% | +10,16% | +19,31% |

| Ano:               | 2023 | 2024   |
| ------------------ | ---- | ------ |
| Número de pessoas: | 1917 | 1940   |
| Diferença:         |      | +1,19% |